# Gastrotheca psychrophila
Gastrotheca psychrophila é uma espécie de anfíbio da família Hemiphractidae.
É endémica do Equador.
Os seus habitats naturais são: matagal tropical ou subtropical de alta altitude.
Está ameaçada por perda de habitat.